# Documenta 6

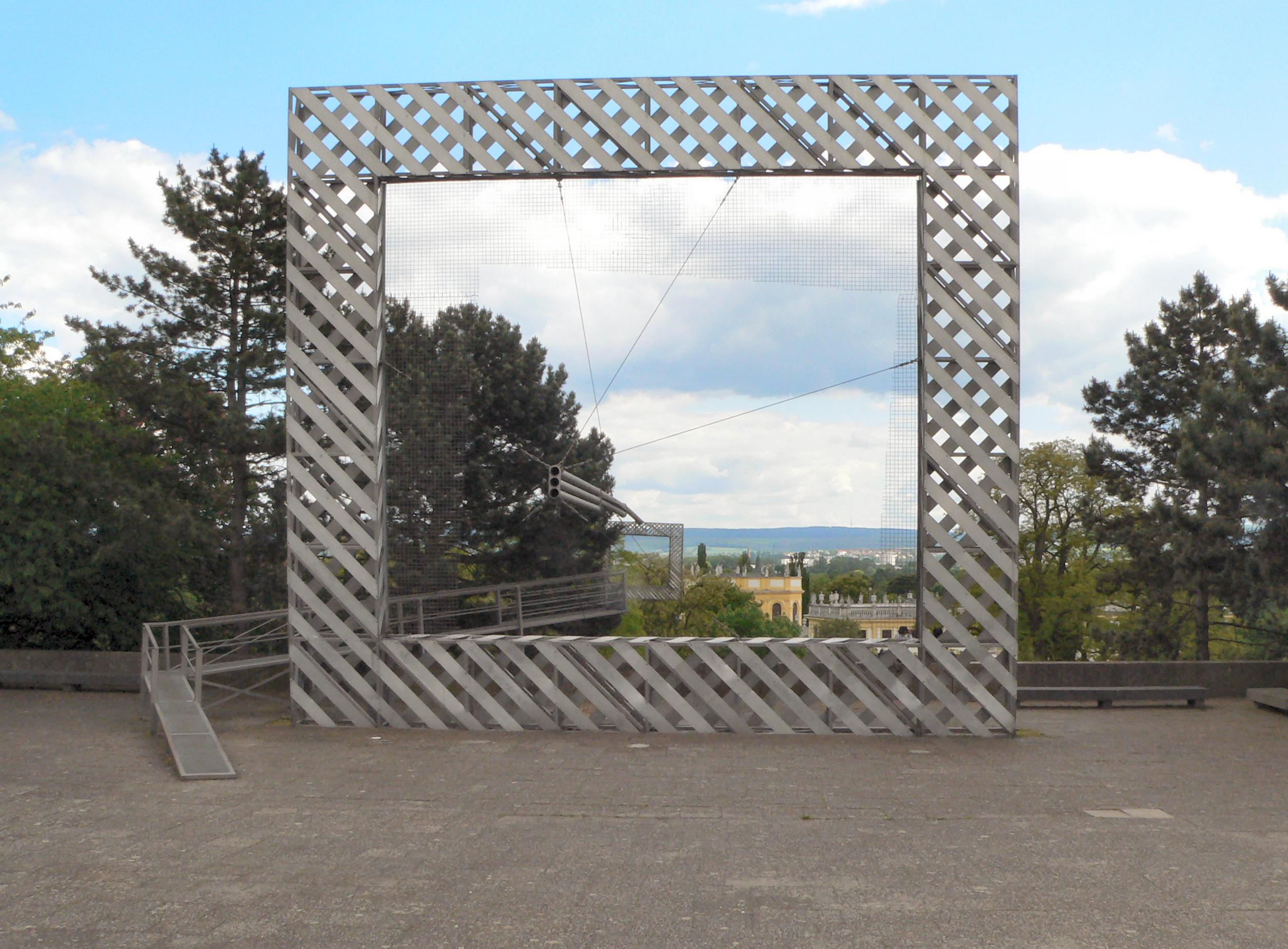
„Rahmenbau“ di Haus-Rucker-Co

La documenta 6 fu una grande mostra d'arte che ebbe luogo dal 24 giugno fino al 2 ottobre 1977 a Kassel a cui presero parte 655 artisti con 2700 opere. Ci furono 343.410 visitatori.

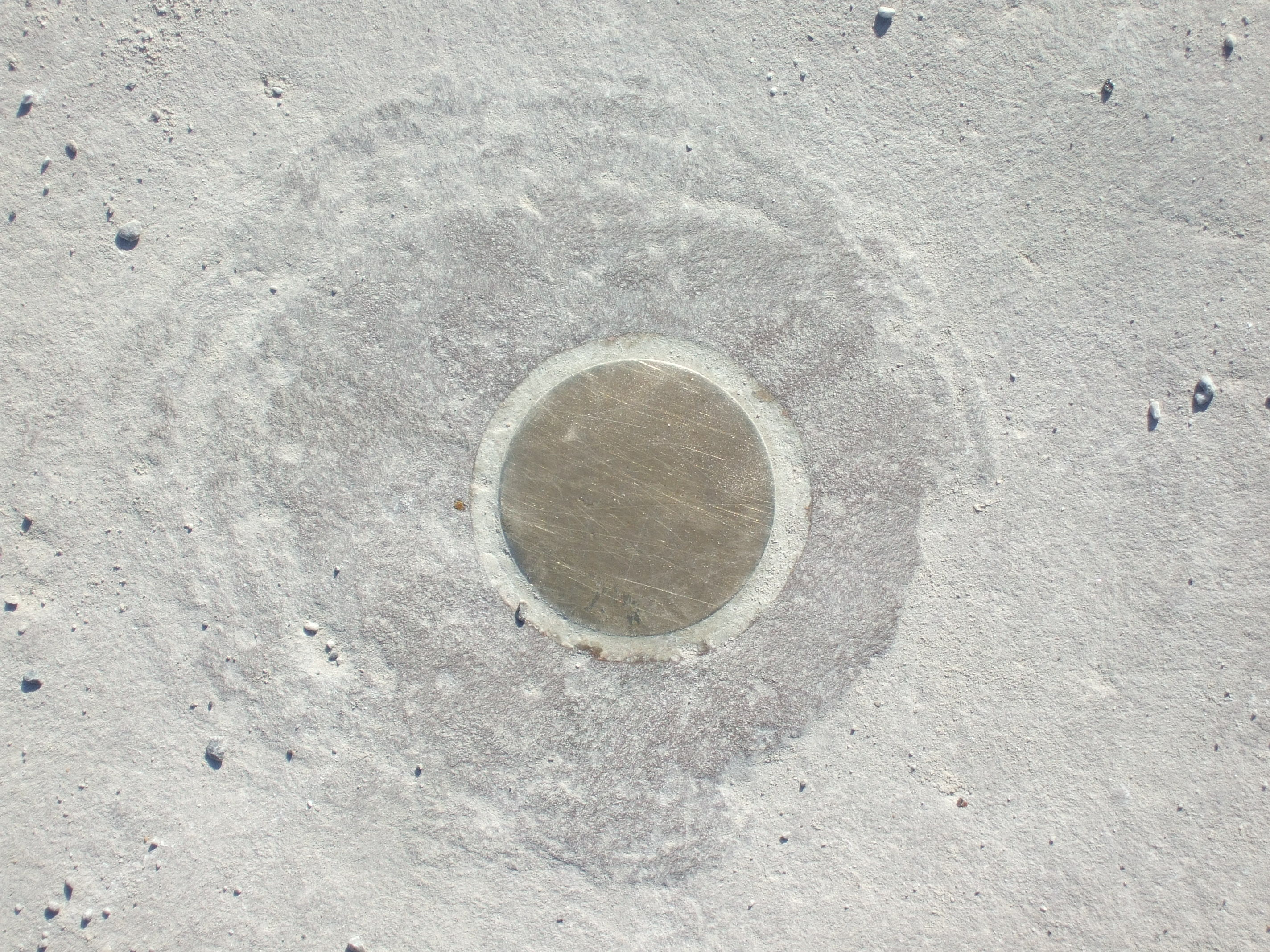
„Vertikaler Erdkilometer“ di Walter De Maria

## Artisti partecipanti
| A                             |                            |                                               |                                  |                               |  |
| Berenice Abbott               | Hermann Albert             | Carl Andre                                    | Ben d'Armagnac                   | Christian Ludwig Attersee     |  |
| Vito Acconci                  | Pierre Alechinsky          | Theo Angelopoulos                             | Arman (Armand Fernandez)         | Bernhard Aubertin             |  |
| Valerio Adami                 | Gerhard Altenbourg         | Ottomar Anschütz                              | Fernando Arrabal                 | Joannis Avramidis             |  |
| Robert Adamson                | Robert Altman              | Horst Antes                                   | Eduardo Arroyo                   | Alice Aycock                  |  |
| Peter Ackermann               | Anatol                     | Ant Farm                                      | Art & Language                   |                               |  |
| Billy Adler                   | Gisela Andersch            | Shusaku Arakawa                               | David Askevold                   |                               |  |
| Chantal Akerman               | Laurie Anderson            | Diane Arbus                                   | Eugène Atget                     |                               |  |
| B                             |                            |                                               |                                  |                               |  |
| Francis Bacon                 | Monika Baumgartl           | Joseph Beuys                                  | Fernando Botero                  | Kevin Brownlow & Andrew Mollo |  |
| Michael Badura                | Hippolyte Bayard           | Michael von Biel                              | Margaret Bourke-White            | Günter Brus                   |  |
| Eduard Denis Baldús           | Thomas Bayrle              | Werner Bischof                                | Mathew B. Brady                  | Anatol Brosilowsky            |  |
| Balthus                       | Cecil Beaton               | Louis-Auguste Bisson & Auguste-Rosalie Bisson | Brassaï (Gyula Halász)           | Wojciech Bruszewski           |  |
| Joachim Bandau                | Bernd e Hilla Becher       | Irma Blanck                                   | George Brecht                    | Luis Buñuel                   |  |
| Jared Bark                    | Stephan Beck               | Karl Blossfeldt                               | KP Brehmer                       | Chris Burden                  |  |
| Robert Barry                  | Bill Beckley               | Bernhard Blume                                | George Hendrik Breitner          | Daniel Buren                  |  |
| Jennifer Bartlett             | John Ernest Joseph Bellocq | Mel Bochner                                   | Heinz Breloh                     | Scott Burton                  |  |
| Gianfranco Baruchello         | Carmelo Bene               | Peter Bogdanovich                             | Robert Bresson                   | Michael Buthe                 |  |
| Giorgio Batistella            | Franz Bernhard             | Claus Böhmler                                 | Stuart Brisley                   | James Lee Byars               |  |
| Gerd Baukhage                 | Jean-Marie Bertholin       | Blythe Bohnen                                 | Jürgen Brodwolf                  |                               |  |
| Horst H. Baumann              | Nuccio Bertone             | Karl Bohrmann                                 | Marcel Broodthaers               |                               |  |
| Bodo Baumgarten               | Jean-Louis Bertucelli      | Christian Boltanski                           | Stanley Brouwn                   |                               |  |
| C                             |                            |                                               |                                  |                               |  |
| Enzo Cacciola                 | Robert Capa                | Barbara Chase-Riboud                          | Pinchas Cohen-Gan                | Michael Craig-Martin          |  |
| Julia Margaret Cameron        | Henri Cartier-Bresson      | Eduardo Chillida                              | James Collins                    | Fritz Cremer                  |  |
| Colin Campell                 | Étienne Carjat             | Christo                                       | Miguel Condé                     | José Luis Cuevas              |  |
| Peter Campus                  | Ugo Carrega                | Chryssa                                       | Tony Conrad                      | Edward Curtis                 |  |
| Louis Cane                    | Lewis Carroll              | Chuck Close                                   | Steven Cortright                 |                               |  |
| Veassis Caniaris              | Claude Chabrol             | Harold Cohen                                  | Claudio Costa                    |                               |  |
| D                             |                            |                                               |                                  |                               |  |
| Miodrag Djuric (Dado)         | Douglas Davis              | Walter De Maria                               | Jim Dine                         | Juan Downey                   |  |
| Louis Daguerre                | Ger Dekkers                | Agnes Denes                                   | Henry + Bool Alfred + John Dixon | Peter Downsbrough             |  |
| Hanne Darboven                | Willem de Kooning          | Fred Deux                                     | Dore O.                          | Michael Druks                 |  |
| Alan Davie                    | Philip Henry Delamotte     | Jan Dibbets                                   | Ugo Dossi                        | Marcel Duchamp                |  |
| John Davies                   | Jack Delano                | Braco Dimitrijević                            | Christian Dotremont              | David Douglas Duncan          |  |
| E                             |                            |                                               |                                  |                               |  |
| Don Eddy                      | Paul Eliasberg             | Heinz Emigholz                                | Ulrich Erben                     | Walker Evans                  |  |
| Benni Efrat                   | Ger van Elk                | Ed Emshwiller                                 | Hugo Erfurth                     | Valie Export                  |  |
| Sergej Michajlovič Ėjzenštejn | Peter Henry Emerson        | Leo Erb                                       | Garth Evans                      |                               |  |
| F                             |                            |                                               |                                  |                               |  |
| Öyvind Fahlström              | Federico Fellini           | Dan Flavin                                    | Charles Frazier                  | Lee Friedlander               |  |
| Herbert Falken                | Roger Fenton               | Richard Fleischer                             | Hermine Freed                    | Hamish Fulton                 |  |
| Ralston Farina                | Armand Fernandez           | Lucio Fontana                                 | Will Frenken                     |                               |  |
| Heidi Fasnacht                | Vincenzo Ferrari           | Fred Forest                                   | Achim Freyer                     |                               |  |
| Rainer Werner Fassbinder      | Robert Filliou             | Terry Fox                                     | Gisèle Freund                    |                               |  |
| Hans-Peter Feldmann           |                            |                                               |                                  |                               |  |
| G                             |                            |                                               |                                  |                               |  |
| Wolfgang Gäfgen               | Jochen Gerz                | Tina Girouard                                 | Dan Graham                       | Nancy Graves                  |  |
| Abel Gance                    | Paul-Armand Gette          | Michael Gitlin                                | Eve Gramatzki                    | Alan Green                    |  |
| Alexander Gardner             | Peter Gidal                | Wilhelm von Gloeden                           | Tom J. Gramse                    | Marty Greenbaum               |  |
| Winfred Gaul                  | Wolfram Giersbach          | Jean-Luc Godard                               | Gotthard Graubner                | Alberto Grifi                 |  |
| Rupprecht Geiger              | Gilbert & George           | Hubertus Gojowczyk                            | Nancy Graves                     | Robert Grosvenor              |  |
| Michael Geissler              | Frank Gilette              | Kuno Gonschior                                | Walter Grasskamp                 | Hetum Gruber                  |  |
| Arnold Genthe                 | Raimund Girke              | Camille Graeser                               | Gotthard Graubner                | Renato Guttuso                |  |
| H                             |                            |                                               |                                  |                               |  |
| Roel D'Haese                  | Haus-Rucker-Co             | Wilhelm Hein                                  | Lewis Hine                       | Nan Hoover                    |  |
| Helfried Hagenberg            | Erich Hauser               | Bernhard Heisig                               | Leon Hirszman                    | Rebecca Horn                  |  |
| David Hall                    | Lady Hawarden              | Michael Heizer                                | Antonius Höckelmann              | Horst P. Horst                |  |
| Nigel Hall                    | Ron Hays                   | Al Held                                       | David Hockney                    | George Hoyningen-Huene        |  |
| Phillipe Halsman              | Tim Head                   | Werner Herzog                                 | Anatol Herzfeld                  | Alfred Hofkunst               |  |
| Richard Hamilton              | Erwin Heerich              | Eva Hesse                                     | Rudolf Hoflehner                 | Douglas Huebler               |  |
| Heijo Hangen                  | Axel Heibel                | David Octavius Hill                           | Edgar Hofschen                   | Danièle Huillet               |  |
| Noriyuki Haraguchi            | Birgit Hein                | John Hilliard                                 | Hans Hollein                     | Alfonso Hüppi                 |  |
| Karl Horst Hödicke            |                            |                                               |                                  |                               |  |
| I                             |                            |                                               |                                  |                               |  |
| Shōhei Imamura                | Will Insley                | Jean Ipoustéguy                               | Patrick Ireland                  | Hans Paul Isenrath            |  |
| J                             |                            |                                               |                                  |                               |  |
| Ken Jacobs                    | Paul Jaray                 | Jasper Johns                                  | Francis Benjamin Johnston        |                               |  |
| Miklós Jancsó                 | Jo Jastram                 | J. Douglas Johnson                            | Donald Judd                      |                               |  |
| Horst Janssen                 | Alejandro Jodorowsky       | Joan Jonas                                    | Martha Jungwirth                 |                               |  |
| K                             |                            |                                               |                                  |                               |  |
| Wolf Kahlen                   | Buster Keaton              | Jürgen Klauke                                 | Beril Korot                      | Ferdinand Kriwet              |  |
| Max Kaminski                  | Ellsworth Kelly            | Alexander Kluge                               | Joseph Kosuth                    | Germaine Krull                |  |
| Howard Kanovitz               | Michael Kenny              | Werner Knaupp                                 | Jannis Kounellis                 | Shigeko Kubota                |  |
| Tadeusz Kantor                | André Kertész              | Günther Knipp                                 | Andras Kovács                    | Stanley Kubrick               |  |
| Allan Kaprow                  | Anselm Kiefer              | Milan Knížák                                  | Attila Kovács                    | Gary Kuehn                    |  |
| Dani Karavan                  | Harry Kipper               | Imi Knoebel                                   | Kurt Kren                        |                               |  |
| Marin Karmitz                 | Alain Kirili               | Alice Kochs                                   | Dieter Krieg                     |                               |  |
| Gertrude Käsebier             | Ronald B. Kitaj            | Christof Kohlhöfer                            | Richard Kriesche                 |                               |  |
| On Kawara                     | Konrad Klapheck            | Jiří Kolář                                    | Les Krims                        | Willem de Kooning             |  |
| L                             |                            |                                               |                                  |                               |  |
| László Lakner                 | Barry Le Va                | Michael Leisgen                               | Lawrence Lobe                    | Urs Lüthi                     |  |
| Arthur Lamothe                | Russell Lee                | Les Levine                                    | Francisco Lopez                  | Georg Platt Lynes             |  |
| Richard Landry                | Jean Le Gac                | Sol LeWitt                                    | Antonio Lopez-Garcia             |                               |  |
| Nikolaus Lang                 | Gustave Le Gray            | Roy Lichtenstein                              | Joseph Losey                     |                               |  |
| Dorothea Lange                | Malcolm Le Grice           | Richard Lindner                               | Bernhard Luginbühl               |                               |  |
| John Latham                   | Barbara Leisgen            | Michael Lingner                               | Bernhard Lüthi                   |                               |  |
| M                             |                            |                                               |                                  |                               |  |
| Heinz Mack                    | Kenneth Martin             | Gerhard Merz                                  | Alexander Mitta                  | Robert Morris                 |  |
| Nino Malfatti                 | Charles Marville           | Mario Merz                                    | Milan Mölzer                     | Alfons Maria Mucha            |  |
| Felix H. Man (Hans Baumann)   | Roberto Matta              | Borg Mesch                                    | Bernard Moninot                  | Ugo Mulas                     |  |
| Robert Mangold                | Gordon Matta-Clark         | Annette Messager                              | Henry Moore                      | Antoni Muntadas               |  |
| Andy Mann                     | Wolfgang Mattheuer         | Adolphe de Meyer                              | Stefan Moore                     | Walter Murch                  |  |
| Werner Mantz                  | Cynthia Lee Maughan        | Duane Michals                                 | Carmengloria Morales             | J.-J. Murphy                  |  |
| Piero Manzoni                 | Antony McCall              | Henri Michaux                                 | Marcello Morandini               | Zoran Mušič                   |  |
| Giacomo Manzù                 | Barry McCallion            | Rune Mields                                   | Pit Morell                       | Eadweard Muybridge            |  |
| Robert Mapplethorpe           | Bruce McLean               | Antoni Miralda                                | François Morellet                |                               |  |
| Brice Marden                  | Syd Mead                   | Josef Mikl                                    | Maria Moreno                     |                               |  |
| Agnes Martin                  | Dariush Mehrjui            | Joan Miró                                     | Malcolm Morley                   |                               |  |
| N                             |                            |                                               |                                  |                               |  |
| Tomitaro Nachi                | Bruce Nauman               | Wolfgang Nestler                              | Joseph Nicéphore Niépce          | Maria Nordman                 |  |
| Félix Nadar                   | Charles Nègre              | Richard Newton                                | Ansgar Nierhoff                  | Gabriele & Helmut Nothhelfer  |  |
| Maurizio Nannucci             | Werner Nekes               | Max Neuhaus                                   | Richard Nonas                    | Lev V. Nussberg               |  |
| O                             |                            |                                               |                                  |                               |  |
| Dore O.                       | Timothy O'Sullivan         | Roman Opałka                                  | Nagisa Ōshima                    |                               |  |
| Oswald Oberhuber              | Claes Oldenburg            | Dennis Oppenheim                              | Jean Otth                        |                               |  |
| Brian O'Doherty               | Claudio Olivieri           | Anna Oppermann                                |                                  |                               |  |
| P                             |                            |                                               |                                  |                               |  |
| Hilmar Pabel                  | Giulio Paolini             | A. R. Penck                                   | Pablo Picasso                    | Lucio Pozzi                   |  |
| Nam June Paik                 | Eduardo Paolozzi           | Peng-Wan-Ts                                   | Otto Piene                       | Heinz-Günter Prager           |  |
| Blinky Palermo                | Gordon Parks               | Beverly Pepper                                | Walter Pichler                   | Mario Prassinos               |  |
| Magnus Palsson                | Sergei Paradschanow        | Elio Petri                                    | Anne & Patrick Poirier           |                               |  |
| Panamarenko                   | Pier Paolo Pasolini        | Wolfgang Petrick                              | Sigmar Polke                     |                               |  |
| Gina Pane                     | Max Peintner               | Friederike Pezold                             | Don Potts                        |                               |  |
| Q                             |                            |                                               |                                  |                               |  |
| Isabel Quintanilla            | Daniel Quintero            |                                               |                                  |                               |  |
| R                             |                            |                                               |                                  |                               |  |
| William Raban                 | John Reilly                | Jacob August Riis                             | Peter Roehr                      | Ed Ruscha                     |  |
| David Rabinowitch             | James Reineking            | Bridget Riley                                 | Ulrike Rosenbach                 | Ken Russell                   |  |
| Arnulf Rainer                 | Albert Renger-Patzsch      | Klaus Rinke                                   | James Rosenquist                 | Claude Rutault                |  |
| Yvonne Rainer                 | Jean Renoir                | Larry Rivers                                  | Francesco Rosi                   | Reiner Ruthenbeck             |  |
| Robert Rauschenberg           | Alain Resnais              | Jacques Rivette                               | Roberto Rossellini               | Robert Ryman                  |  |
| Man Ray                       | Erich Reusch               | Józef Robakowski                              | Dieter Roth                      | Éric Rohmer                   |  |
| Tony Ray-Jones                | Hans Peter Reuter          | Dorothea Rockburne                            | Arthur Rothstein                 |                               |  |
| Martial Raysse                | George Warren Rickey       | Alexander Rodtschenko                         | Gerhard Rühm                     | Reindeer Werk                 |  |
| S                             |                            |                                               |                                  |                               |  |
| Hans Salentin                 | Tomas Schmit               | Eugen Schönebeck                              | Michael Singer                   | Edward Steichen               |  |
| Sohrab Shadid Saless          | Wolfgang Schmitz           | Martin Schwarz                                | Willi Sitte                      | Saul Steinberg                |  |
| Erich Salomon                 | Helmut Schober             | Martin Scorsese                               | Neal Slavin                      | Frank Stella                  |  |
| Lucas Samaras                 | Eugen Schönebeck           | George Segal                                  | David Smith                      | Alfred Stieglitz              |  |
| Fred Sandback                 | Ben Schonzeit              | Antonio Seguí                                 | Robert Smithson                  | Sir Benjamin Stone            |  |
| August Sander                 | Rudolf Schoofs             | Friedrich Seidenstücker                       | Fernando Ezequiel Solanas        | Paul Strand                   |  |
| Sarkis Zabunyan               | Jan Schoonhoven            | Richard Serra                                 | Michael Snow                     | Jean-Marie Straub             |  |
| Antonio Saura                 | Werner Schroeter           | Ben Shahn                                     | Alan Sonfist                     | Liselotte Strelow             |  |
| Konrad Balder Schäuffelen     | Heinz Schubert             | Joel Shapiro                                  | Eve Sonneman                     | Michell Stuart                |  |
| Georgij Schengalaja           | Alf Schuler                | Charles Sheeler                               | Keith Sonnier                    | Josef Sudek                   |  |
| Alexander Schleber            | HA Schult                  | Stephen Shore                                 | Daniel Spoerri                   | István Szábo                  |  |
| Barbara Schmidt-Heins         | Bernard Schultze           | Katharina Sieverding                          | Klaus Staeck                     |                               |  |
| Gabriele Schmidt-Heins        | Emil Schumacher            | Charles Simonds                               | Ted Stamm                        |                               |  |
| T                             |                            |                                               |                                  |                               |  |
| Jiro Takamatsu                | Andrej Tarkovskij          | George Trakas                                 | Peter Tuma                       |                               |  |
| Vassilakis Takis              | André Thomkins             | François Truffaut                             | Deborah Turbeville               |                               |  |
| William Henry Fox Talbot      | Jean Tinguely              | Costas Tsoclis                                | Richard Tuttle                   |                               |  |
| Antoni Tàpies                 | Gérard Titus-Carmel        | Werner Tübke                                  | Cy Twombly                       |                               |  |
| U                             |                            |                                               |                                  |                               |  |
| Günther Uecker                | Lee U Fan                  | Timm Ulrichs                                  | Ursula Schultze-Bluhm            |                               |  |
| V                             |                            |                                               |                                  |                               |  |
| Giuliano Vangi                | Wladimir Veličkovič        | Bill Viola                                    | Klaus Vogelsang                  | Hannsjörg Voth                |  |
| Agnès Varda                   | Bernard Venet              | Luchino Visconti                              | Wolf Vostell                     |                               |  |
| W                             |                            |                                               |                                  |                               |  |
| Andrzej Wajda                 | Weegee                     | Orson Welles                                  | Gottfried Wiegand                | Claus Peter Wittig            |  |
| Willie Walker                 | William Wegman             | Wim Wenders                                   | Klaus Wildenhahn                 | Krzysztof Wodiczko            |  |
| Franz Erhard Walther          | Peter Weibel               | Lina Wertmüller                               | Dorothee von Windheim            | Erwin Wortelkamp              |  |
| Andy Warhol                   | Lawrence Weiner            | Dsiga Wertow                                  | Gerd Winner                      | Fritz Wotruba                 |  |
| Ryszard Wasko                 | Roger Welch                | Marthe Wéry                                   | Reindert Wepko van de Wint       | Klaus Wyborny                 |  |
| Wolfgang Weber                | Peter Weller               | Tom Wesselmann                                | Rainer Wittenborn                |                               |  |
| Y                             |                            |                                               |                                  |                               |  |
| Keigo Yamamoto                | Yves Yerson                | Yoshio Yoshida                                | Frank Young                      |                               |  |
| Z                             |                            |                                               |                                  |                               |  |
| Herbert Zangs                 | Gianfranco Zappettini      | Jerry Zeniuk                                  | Heinrich Zille                   | Michele Zaza                  |  |
| Krzysztof Zanussi             | Michele Zaza               | Christian Ziewer                              | Zush                             |                               |  |

## Opere permanenti a Kassel
- Das Traumschiff Tante Olga di Anatol

Luogo: Freigelände der Heinrich-Schütz-Schule, Freiherr-vom-Stein-Straße,
- Der Vertikale Erdkilometer di Walter De Maria

Luogo: Friedrichsplatz
- Laserscape Kassel di Horst H. Baumann

Ort: Zwehrenturm - Herkules - Orangerie - Karlsaue - Laser-Environment über die Stadt (nur temporär in Betrieb)
- Rahmenbau von Haus-Rucker-Co (Verzinkter Stahl, Stahlgitter, 14 x 16,5 x 31 m)

Ort: Friedrichsplatz/Schöne Aussicht, Gustav-Mahler-Treppe
- documenta-Signet zur d6 von Karl Oskar Blase - Ort: Garten des Privathauses von Karl Oskar Blase, Kuhbergstraße 47